# Nodulosphaeria dolioloides
Nodulosphaeria dolioloides är en svampart som beskrevs av Auersw. 1863. Nodulosphaeria dolioloides ingår i släktet Nodulosphaeria och familjen Phaeosphaeriaceae.  Arten är reproducerande i Sverige. Inga underarter finns listade i Catalogue of Life.